# Fissarena laverton
Fissarena laverton är en spindelart som beskrevs av Norman I. Platnick 2002. Fissarena laverton ingår i släktet Fissarena och familjen Trochanteriidae. Inga underarter finns listade i Catalogue of Life.